# A1 Grand Prix 2005
La Stagione 2005 di A1 Grand Prix fu la prima della categoria A1 Grand Prix. Iniziò il 25 settembre 2005 e finì il 2 aprile 2006 e vide la vittoria della Francia nella categoria.

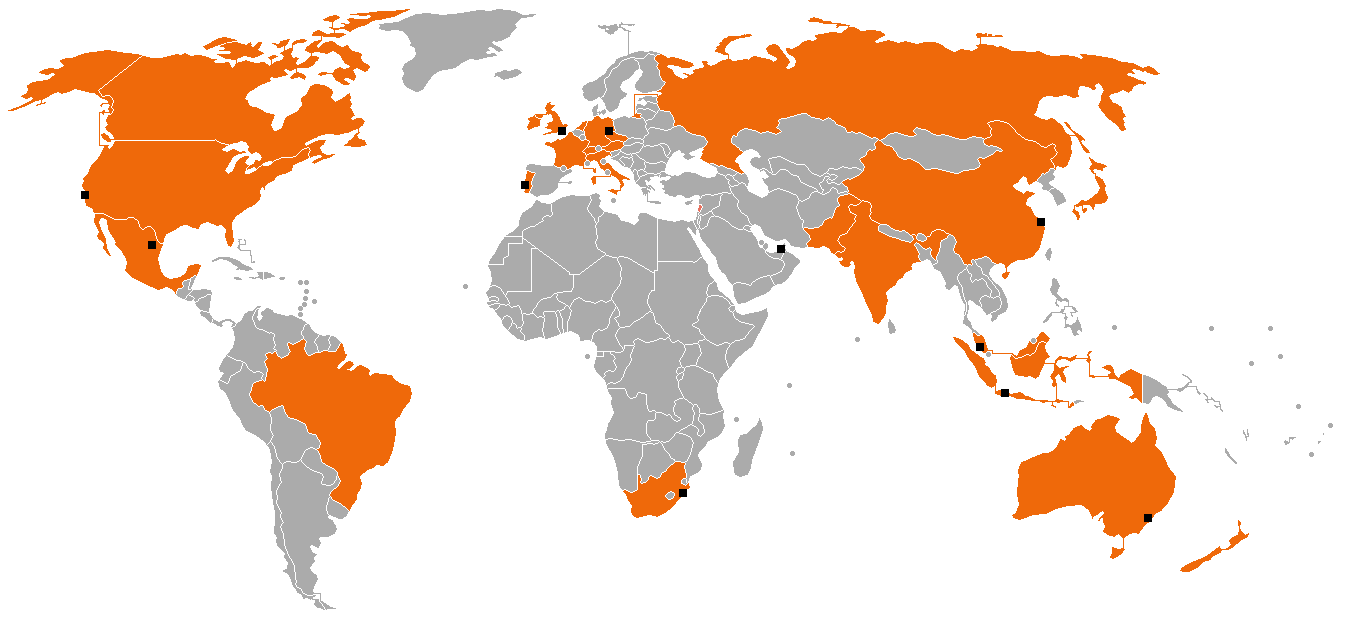
Paesi in cui si sono corse gare di A1 Grand Prix nella stagione 2005/2006

## Team
| Paese         | Team                    | Scuderia                | Titolare                                   | Pilota                                                               | Altri piloti                                                                        |
| ------------- | ----------------------- | ----------------------- | ------------------------------------------ | -------------------------------------------------------------------- | ----------------------------------------------------------------------------------- |
| Australia     | A1 Team Australia       | Alan Docking Racing     | Alan Jones                                 | Will Power Christian Jones Will Davison Marcus Marshall Ryan Briscoe | Karl Reindler                                                                       |
| Austria       | A1 Team Austria         | Team Rosberg            | Niki Lauda con Lauda Motorsport Management | Mathias Lauda Patrick Friesacher                                     |                                                                                     |
| Brasile       | A1 Team Brazil          | ASM F3                  | Ronaldo Emerson Fittipaldi                 | Nelson Angelo Piquet Christian Fittipaldi                            | Fabio Carbone João Paulo Oliveira Tuka Rocha                                        |
| Canada        | A1 Team Canada          | John Village Automotive | Wade Cherwayko                             | Sean McIntosh Patrick Carpentier                                     |                                                                                     |
| Cina          | A1 Team China           | Team Astromega          | Liu Yu                                     | Tengyi Jiang Qinghua Ma                                              |                                                                                     |
| Rep. Ceca     | A1 Team Czech Republic  | Charouz Racing System   | Antonin Charouz                            | Jan Charouz Tomáš Enge                                               | Jaroslav Janiš                                                                      |
| Francia       | A1 Team France          | DAMS                    | Jean Paul Driot                            | Alexandre Prémat Nicolas Lapierre                                    |                                                                                     |
| Germania      | A1 Team Germany         | Super Nova Racing       | Willi Weber                                | Timo Scheider Adrian Sutil Sebastian Stahl                           | Sebastian Vettel                                                                    |
| Regno Unito   | A1 Team Great Britain   | Arden International     | Tony Clements John Surtees                 | Robbie Kerr Darren Manning                                           | Alex Lloyd Katherine Legge                                                          |
| India         | A1 Team India           | Akbar Ebrahim           | Atul Gupta                                 | Karun Chandhok Armaan Ebrahim                                        |                                                                                     |
| Indonesia     | A1 Team Indonesia       | A1 Team Indonesia       | N/A                                        | Ananda Mikola                                                        |                                                                                     |
| Irlanda       | A1 Team Ireland         | A1 Team Ireland         | Mark Kershaw                               | Michael Devaney Ralph Firman                                         |                                                                                     |
| Italia        | A1 Team Italy           | Team Ghinzani           | Piercarlo Ghinzani                         | Enrico Toccacelo Massimiliano Busnelli Max Papis                     | Nino Piccoli Richard Antinucci Matteo Cressoni Andrea Montermini Raffaele Giammaria |
| Giappone      | A1 Team Japan           | Carlin Motorsport       | conglomerato                               | Ryo Fukuda Hideki Noda Hayanari Shimoda                              |                                                                                     |
| Libano        | A1 Team Lebanon         | Carlin Motorsport       | Tameem Auchi                               | Kalil Beschir Basil Shaaban Graham Rahal                             |                                                                                     |
| Malaysia      | A1 Team Malaysia        | A1 Team Malaysia        | Alex Yoong                                 | Fairuz Fauzy Alex Yoong                                              |                                                                                     |
| Messico       | A1 Team Mexico          | DAMS                    | Juan Cortina Julio Jáuregui                | Salvador Durán David Martínez Luis Díaz                              |                                                                                     |
| Paesi Bassi   | A1 Team The Netherlands | Racing for Holland      | Jan Lammers                                | Jos Verstappen                                                       | Jeroen Bleekemolen                                                                  |
| Nuova Zelanda | A1 Team New Zealand     | West Surrey Racing      | Colin Giltrap                              | Matt Halliday Jonny Reid                                             | Scott Dixon                                                                         |
| Pakistan      | A1 Team Pakistan        | Super Nova Racing       | Arif Hussain                               | Adam Langley-Khan Enrico Toccacelo(1)                                |                                                                                     |
| Portogallo    | A1 Team Portugal        | Carlin Motorsport       | Luís Figo Carlos Queiroz                   | Álvaro Parente César Campaniço                                       | João Urbano João Barbosa                                                            |
| Russia        | A1 Team Russia          | Russian Age Racing      | Svetlana Strelnikova Frederic Dor          | Alexey Vassiliev Mikhail Aleshin Roman Rusinov                       | Nikolai Fomenko Alexander Tyuryumin                                                 |
| Sudafrica     | A1 Team South Africa    | Ocean Racing Technology | Tokyo Sexwale                              | Stephen Simpson Tomas Scheckter                                      | Gavin Cronje                                                                        |
| Svizzera      | A1 Team Switzerland     | DAMS                    | Max Welti                                  | Neel Jani Giorgio Mondini                                            |                                                                                     |
| Stati Uniti   | A1 Team USA             | David Price Racing      | Rick Weidlinger                            | Scott Speed Bryan Herta Philip Giebler                               |                                                                                     |

- (1) Enrico Toccacelo guidò per il Pakistan a Durban dopo che Adam Langley-Khan si infortunò.

## Gare
01. Brands Hatch ( Regno Unito) (24-25/09/2006)
Polesitter: Nelson Angelo Piquet ( Brasile) in 2'30.789 (1'14.965, 1'15.824)
Ordine d'arrivo Gara 1: (18 giri per un totale di 75,978 km)
1. Nelson Angelo Piquet ( Brasile) in 23'15.682
2. Alexandre Prémat ( Francia) a 2"440
3. Matthew Halliday ( Nuova Zelanda) a 2"889
4. Will Power ( Australia) a 11"457
5. Robbie Kerr ( Regno Unito) a 12"797
6. Salvador Durán ( Messico) a 17"273
7. Adam Khan ( Pakistan) a 18"032
8. Álvaro Parente ( Portogallo) a 18"189
9. Neel Jani ( Svizzera) a 20"851
10. Michael Devaney ( Irlanda) a 21"056

Ordine d'arrivo Gara 2: (38 giri per un totale di 160,398 km)
1. Nelson Angelo Piquet ( Brasile) in 55'01.910
2. Will Power ( Australia) a 11"330
3. Salvador Durán ( Messico) a 23"125
4. Matthew Halliday ( Nuova Zelanda) a 23"705
5. Alex Yoong ( Malaysia) a 24"352
6. Stephen Simpson ( Sudafrica) a 24"852
7. Jos Verstappen ( Paesi Bassi) a 25"630
8. Ryo Fukuda ( Giappone) a 26"219
9. Sean McIntosh ( Canada) a 27"179
10. Timo Scheider ( Germania) a 1 giro

02. Lausitzring ( Germania) (08-09/10/2005)
Polesitter: Nicolas Lapierre ( Francia) in 3'05.332 (1'32.661, 1'32.671)
Ordine d'arrivo Gara 1: (18 giri per un totale di 78,210 km)
1. Nicolas Lapierre ( Francia) in 30'10.429
2. Neel Jani ( Svizzera) a 2"013
3. Nelson Angelo Piquet ( Brasile) a 2"458
4. Jonny Reid ( Nuova Zelanda) a 8"046
5. Timo Scheider ( Germania) a 8"851
6. Alex Yoong ( Malaysia) a 23"419
7. Sean McIntosh ( Canada) a 24"009
8. David Martínez ( Messico) a 25"409
9. Ralph Firman ( Irlanda) a 26"581
10. Hideki Noda ( Giappone) a 27"842

Ordine d'arrivo Gara 2: (35 giri per un totale di 152,075 km)
1. Nicolas Lapierre ( Francia) in 58'45.700
2. Robbie Kerr ( Regno Unito) a 3"706
3. Sean McIntosh ( Canada) a 5"458
4. Jonny Reid ( Nuova Zelanda) a 5"974
5. Neel Jani ( Svizzera) a 7"071
6. Ralph Firman ( Irlanda) a 8"081
7. Jos Verstappen ( Paesi Bassi) a 9"622
8. Ananda Mikola ( Indonesia) a 16"706
9. Hideki Noda ( Giappone) a 19"344
10. Timo Scheider ( Germania) a 21"860

03. Estoril ( Portogallo) (22-23/10/2005)
Polesitter: Nelson Angelo Piquet ( Brasile) in 3'01.316 (1'30.755, 1'30.561)
Ordine d'arrivo Gara 1: (18 giri per un totale di 75,294 km)
1. Alexandre Prémat ( Francia) in 27'46.488
2. Nelson Angelo Piquet ( Brasile) a 2"055
3. Neel Jani ( Svizzera) a 3"289
4. Jos Verstappen ( Paesi Bassi) a 13"485
5. Tomáš Enge ( Rep. Ceca) a 13"928
6. Álvaro Parente ( Portogallo) a 18"661
7. Sean McIntosh ( Canada) a 21"297
8. Alex Yoong ( Malaysia) a 32"053
9. Ananda Mikola ( Indonesia) a 37"367
10. Tomas Scheckter ( Sudafrica) a 39"722

Ordine d'arrivo Gara 2: (36 giri per un totale di 150,588 km)
1. Alexandre Prémat ( Francia) in 1h01'05.454
2. Neel Jani ( Svizzera) a 7"517
3. Ralph Firman ( Irlanda) a 15"933
4. Scott Speed ( Stati Uniti) a 19"023
5. Álvaro Parente ( Portogallo) a 27"320
6. Will Davison ( Australia) a 34"774
7. Enrico Toccacelo ( Italia) a 35"629
8. Nelson Angelo Piquet ( Brasile) a 36"265
9. Tomáš Enge ( Rep. Ceca) a 37"730
10. Mathias Lauda ( Austria) a 51"380

04. Eastern Creek ( Australia) (05-06/11/2005)
Polesitter: Nicolas Lapierre ( Francia) in 2'37.036 (1'18.886, 1'18.150)
Ordine d'arrivo Gara 1: (19 giri per un totale di 74,670 km)
1. Nicolas Lapierre ( Francia) in 30'32.582
2. Álvaro Parente ( Portogallo) a 8"699
3. Nelson Angelo Piquet ( Brasile) a 9"095
4. Michael Devaney ( Irlanda) a 12"485
5. Robbie Kerr ( Regno Unito) a 17"473
6. Neel Jani ( Svizzera) a 19"984
7. Jos Verstappen ( Paesi Bassi) a 24"556
8. Alex Yoong ( Malaysia) a 26"836
9. Sean McIntosh ( Canada) a 27"886
10. Enrico Toccacelo ( Italia) a 29"820

Ordine d'arrivo Gara 2: (35 giri per un totale di 137,550 km)
1. Nicolas Lapierre ( Francia) in 1h00'54.068
2. Robbie Kerr ( Regno Unito) a 2"479
3. Neel Jani ( Svizzera) a 3"018
4. Jos Verstappen ( Paesi Bassi) a 3"525
5. Alex Yoong ( Malaysia) a 4"887
6. Will Davison ( Australia) a 5"431
7. Álvaro Parente ( Portogallo) a 6"002
8. Jonny Reid ( Nuova Zelanda) a 8"921
9. Nelson Angelo Piquet ( Brasile) a 9"040
10. Bryan Herta ( Stati Uniti) a 9"828

05. Sepang ( Malaysia) (19-20/11/2005)
Polesitter: Neel Jani ( Svizzera) in 3'48.962 (1'54.441, 1'54.521)
Ordine d'arrivo Gara 1: (15 giri per un totale di 83,145 km)
1. Alexandre Prémat ( Francia) in 29'21.541
2. Neel Jani ( Svizzera) a 1"231
3. Robbie Kerr ( Regno Unito) a 5"065
4. Nelson Angelo Piquet ( Brasile) a 6"793
5. Jos Verstappen ( Paesi Bassi) a 7"973
6. Matthew Halliday ( Nuova Zelanda) a 13"162
7. Ralph Firman ( Irlanda) a 13"882
8. Fairuz Fauzy ( Malaysia) a 15"782
9. Álvaro Parente ( Portogallo) a 20"391
10. Bryan Herta ( Stati Uniti) a 20"845

Ordine d'arrivo Gara 2: (30 giri per un totale di 166,290 km)
1. Alexandre Prémat ( Francia) in 1h00'06.495
2. Neel Jani ( Svizzera) a 4"556
3. Tomáš Enge ( Rep. Ceca) a 15"689
4. Enrico Toccacelo ( Italia) a 23"738
5. Alex Yoong ( Malaysia) a 31"641
6. Matthew Halliday ( Nuova Zelanda) a 32"697
7. Bryan Herta ( Stati Uniti) a 33"337
8. Timo Scheider ( Germania) a 35"381
9. Ralph Firman ( Irlanda) a 35"745
10. Nelson Angelo Piquet ( Brasile) a 39"388

06. Dubai ( Emirati Arabi Uniti) (10-11/12/2005)
Polesitter: Neel Jani ( Svizzera) in 3'31.918 (1'45.992, 1'45.926)
Ordine d'arrivo Gara 1: (15 giri per un totale di 80,850 km)
1. Neel Jani ( Svizzera) in 26'56.613
2. Enrico Toccacelo ( Italia) a 8"247
3. Tomáš Enge ( Rep. Ceca) a 9"024
4. Ralph Firman ( Irlanda) a 9"961
5. Sean McIntosh ( Canada) a 11"192
6. Ananda Mikola ( Indonesia) a 13"396
7. Nicolas Lapierre ( Francia) a 13"926
8. Álvaro Parente ( Portogallo) a 14"884
9. Robbie Kerr ( Regno Unito) a 15"437
10. Alex Yoong ( Malaysia) a 16"621

Ordine d'arrivo Gara 2: (30 giri per un totale di 161,700 km)
1. Nicolas Lapierre ( Francia) in 56'17.068
2. Robbie Kerr ( Regno Unito) a 3"714
3. Stephen Simpson ( Sudafrica) a 6"690
4. Álvaro Parente ( Portogallo) a 7"999
5. Tengyi Jiang ( Cina) a 30"788
6. Sean McIntosh ( Canada) a 31"343
7. Mathias Lauda ( Austria) a 34"442
8. Salvador Durán ( Messico) a 35"502
9. Jos Verstappen ( Paesi Bassi) a 36"145
10. Will Davison ( Australia) a 36"346

07. Durban ( Sudafrica) (28-29/01/2006)
Polesitter: Alexandre Prémat ( Francia) in 2'36.841 (1'18.246, 1'18.595)
Ordine d'arrivo Gara 1: (20 giri per un totale di 65,660 km)
1. Alexandre Prémat ( Francia) in 31'06.730
2. Robbie Kerr ( Regno Unito) a 0"243
3. Neel Jani ( Svizzera) a 5"850
4. Ralph Firman ( Irlanda) a 6"160
5. Tomáš Enge ( Rep. Ceca) a 8"506
6. Matthew Halliday ( Nuova Zelanda) a 9"623
7. Timo Scheider ( Germania) a 10"112
8. Álvaro Parente ( Portogallo) a 14"066
9. Will Davison ( Australia) a 22"099
10. David Martínez ( Messico) a 32"780

Ordine d'arrivo Gara 2: (40 giri per un totale di 131,320 km)
1. Jos Verstappen ( Paesi Bassi) in 1h00'46.099
2. Neel Jani ( Svizzera) a 1"774
3. Álvaro Parente ( Portogallo) a 1"965
4. Matthew Halliday ( Nuova Zelanda) a 4"352
5. Stephen Simpson ( Sudafrica) a 9"433
6. Massimiliano Busnelli ( Italia) a 10"735
7. Mathias Lauda ( Austria) a 30"123
8. Alexandre Prémat ( Francia) a 37"217
9. Nelson Angelo Piquet ( Brasile) a 1'03"631
10. Sean McIntosh ( Canada) a 4 giri

08. Sentul ( Indonesia) (11-12/02/2006)
Polesitter: Robbie Kerr ( Regno Unito) in 2'34.257 (1'16.927, 1'17.330)
Ordine d'arrivo Gara 1: (18 giri per un totale di 71,370 km)
1. Nicolas Lapierre ( Francia) in 24'03.360
2. Robbie Kerr ( Regno Unito) a 6"981
3. Salvador Durán ( Messico) a 8"027
4. Alex Yoong ( Malaysia) a 11"322
5. Neel Jani ( Svizzera) a 12"860
6. Ralph Firman ( Irlanda) a 13"734
7. Jos Verstappen ( Paesi Bassi) a 14"504
8. Matthew Halliday ( Nuova Zelanda) a 16"309
9. Hayanari Shimoda ( Giappone) a 18"714
10. Tomáš Enge ( Rep. Ceca) a 23"122

Ordine d'arrivo Gara 2: (36 giri per un totale di 142,740 km)
1. Sean McIntosh ( Canada) in 55'55.779
2. Alex Yoong ( Malaysia) a 1"931
3. Marcus Marshall ( Australia) a 12"617
4. Christian Fittipaldi ( Brasile) a 14"000
5. Neel Jani ( Svizzera) a 16"509
6. Jos Verstappen ( Paesi Bassi) a 21"846
7. Matthew Halliday ( Nuova Zelanda) a 22"219
8. Nicolas Lapierre ( Francia) a 22"698
9. Phil Giebler ( Stati Uniti) a 26"313
10. Robbie Kerr ( Regno Unito) a 1 giro

09. Monterrey ( Messico) (25-26/02/2006)
Polesitter: Alexandre Prémat ( Francia) in 2'45.848 (1'22.315, 1'23.533)
Ordine d'arrivo Gara 1: (18 giri per un totale di 60,948 km)
1. Alexandre Prémat ( Francia) in 29'20.743
2. Neel Jani ( Svizzera) a 0"283
3. Enrico Toccacelo ( Italia) a 0"874
4. Jos Verstappen ( Paesi Bassi) a 2"141
5. Tomáš Enge ( Rep. Ceca) a 13"553
6. Bryan Herta ( Stati Uniti) a 20"079
7. Alex Yoong ( Malaysia) a 22"870
8. Timo Scheider ( Germania) a 23"357
9. Patrick Carpentier ( Canada) a 26"236
10. Patrick Friesacher ( Austria) a 26"911

Ordine d'arrivo Gara 2: (36 giri per un totale di 121,896 km)
1. Alexandre Prémat ( Francia) in 52'26.709
2. Jos Verstappen ( Paesi Bassi) a 0"780
3. Neel Jani ( Svizzera) a 3"525
4. Timo Scheider ( Germania) a 4"588
5. Enrico Toccacelo ( Italia) a 4"994
6. Robbie Kerr ( Regno Unito) a 11"502
7. Tomáš Enge ( Rep. Ceca) a 14"840
8. Matthew Halliday ( Nuova Zelanda) a 18"828
9. Patrick Friesacher ( Austria) a 19"140
10. Álvaro Parente ( Portogallo) a 19"577

10. Laguna Seca ( Stati Uniti) (11-12/03/2006)
Polesitter: Salvador Durán ( Messico) in 2'30.744 (1'15.555, 1'15.189)
Ordine d'arrivo Gara 1: (16 giri per un totale di 57,632 km)
1. Salvador Durán ( Messico) in 31'07.422
2. Nicolas Lapierre ( Francia) a 1"771
3. Álvaro Parente ( Portogallo) a 8"040
4. Robbie Kerr ( Regno Unito) a 12"791
5. Ralph Firman ( Irlanda) a 24"390
6. Patrick Carpentier ( Canada) a 26"027
7. Timo Scheider ( Germania) a 26"416
8. Matthew Halliday ( Nuova Zelanda) a 30"474
9. Bryan Herta ( Stati Uniti) a 31"034
10. Ryan Briscoe ( Australia) a 34"647

Ordine d'arrivo Gara 2: (40 giri per un totale di 144,080 km)
1. Salvador Durán ( Messico) in 1h00'52.974
2. Timo Scheider ( Germania) a 2"042
3. Robbie Kerr ( Regno Unito) a 3"117
4. Álvaro Parente ( Portogallo) a 10"420
5. Patrick Carpentier ( Canada) a 14"183
6. Ralph Firman ( Irlanda) a 20"805
7. Massimiliano Papis ( Italia) a 23"199
8. Ryan Briscoe ( Australia) a 24"236
9. Mathias Lauda ( Austria) a 29"229
10. Alex Yoong ( Malaysia) a 30"072

11. Shanghai ( Cina) (01-02/04/2006)
Polesitter: Alex Yoong ( Malaysia) in 3'43.700 (1'51.854, 1'51.846)
Ordine d'arrivo Gara 1: (15 giri per un totale di 81,765 km)
1. Alex Yoong ( Malaysia) in 28'17.807
2. Darren Manning ( Regno Unito) a 9"841
3. Salvador Durán ( Messico) a 10"417
4. Michael Devaney ( Irlanda) a 13"905
5. Ananda Mikola ( Indonesia) a 19"171
6. Tomáš Enge ( Rep. Ceca) a 20"815
7. Alexandre Prémat ( Francia) a 25"341
8. Matthew Halliday ( Nuova Zelanda) a 25"739
9. Ryan Briscoe ( Australia) a 26"670
10. Christian Fittipaldi ( Brasile) a 33"743

Ordine d'arrivo Gara 2: (30 giri per un totale di 163,530 km)
1. Tomáš Enge ( Rep. Ceca) in 59'23.250
2. Alex Yoong ( Malaysia) a 6"721
3. Ryan Briscoe ( Australia) a 9"853
4. Matthew Halliday ( Nuova Zelanda) a 26"466
5. Adam Khan ( Pakistan) a 28"183
6. Nicolas Lapierre ( Francia) a 31"432
7. Patrick Carpentier ( Canada) a 33"457
8. Salvador Durán ( Messico) a 34"415
9. Enrico Toccacelo ( Italia) a 48"375
10. Phil Giebler ( Stati Uniti) a 51"331

## Classifica campionato
(Legenda) (risultati in grassetto indicano la pole position, risultati in corsivo indicano il giro veloce)
| Pos | Team            | Piloti                | Regno Unito (bandiera) | Regno Unito (bandiera) | Germania (bandiera) | Germania (bandiera) | Portogallo (bandiera) | Portogallo (bandiera) | Australia (bandiera) | Australia (bandiera) | Malaysia (bandiera) | Malaysia (bandiera) | Emirati Arabi Uniti (bandiera) | Emirati Arabi Uniti (bandiera) | Sudafrica (bandiera) | Sudafrica (bandiera) | Indonesia (bandiera) | Indonesia (bandiera) | Messico (bandiera) | Messico (bandiera) | Stati Uniti (bandiera) | Stati Uniti (bandiera) | Cina (bandiera) | Cina (bandiera) | Punti |
| Pos | Team            | Piloti                | spr                    | fea                    | spr                 | fea                 | spr                   | fea                   | spr                  | fea                  | spr                 | fea                 | spr                            | fea                            | spr                  | fea                  | spr                  | fea                  | spr                | fea                | spr                    | fea                    | spr             | fea             | Punti |
| --- | --------------- | --------------------- | ---------------------- | ---------------------- | ------------------- | ------------------- | --------------------- | --------------------- | -------------------- | -------------------- | ------------------- | ------------------- | ------------------------------ | ------------------------------ | -------------------- | -------------------- | -------------------- | -------------------- | ------------------ | ------------------ | ---------------------- | ---------------------- | --------------- | --------------- | ----- |
| 1   | Francia         | Alexandre Prémat      | 2                      | NP                     |                     |                     | 1                     | 1*                    |                      |                      | 1*                  | 1                   |                                |                                | 1                    | 8                    |                      |                      | 1                  | 1*                 |                        |                        | 7               |                 | 172   |
| 1   | Francia         | Nicolas Lapierre      |                        |                        | 1                   | 1                   |                       |                       | 1*                   | 1                    |                     |                     | 7                              | 1                              |                      |                      | 1                    | 8                    |                    |                    | 2                      | Rit*                   |                 | 6               | 172   |
| 2   | Svizzera        | Neel Jani             | 9                      | Rit                    | 2                   | 5                   | 3                     | 2                     | 6                    | 3                    | 2                   | 2                   | 1                              | Rit                            | 3                    | 2                    | 5                    | 5                    | 2                  | 3                  |                        |                        |                 |                 | 121   |
| 2   | Svizzera        | Giorgio Mondini       |                        |                        |                     |                     |                       |                       |                      |                      |                     |                     |                                |                                |                      |                      |                      |                      |                    |                    | 16                     | 13                     | Rit             | Rit             | 121   |
| 3   | Gran Bretagna   | Robbie Kerr           | 5                      | Rit                    | Rit                 | 2                   | Rit                   | 12                    | 5                    | 2                    | 3                   | Rit                 | 9                              | 2                              | 2                    | Rit                  | 2                    | 10                   | 11                 | 6                  | 4                      | 3                      |                 |                 | 97    |
| 3   | Gran Bretagna   | Darren Manning        |                        |                        |                     |                     |                       |                       |                      |                      |                     |                     |                                |                                |                      |                      |                      |                      |                    |                    |                        |                        | 2               | 15              | 97    |
| 4   | Nuova Zelanda   | Matt Halliday         | 3                      | 4                      |                     |                     | 14                    | 16                    |                      |                      | 6                   | 6                   | 15                             | 13                             | 6                    | 4                    | 8                    | 7                    | Rit                | 8                  | 8                      | 12                     | 8               | 4               | 77    |
| 4   | Nuova Zelanda   | Jonny Reid            |                        |                        | 4                   | 4                   |                       |                       | 14                   | 8                    |                     |                     |                                |                                |                      |                      |                      |                      |                    |                    |                        |                        |                 |                 | 77    |
| 5   | Malaysia        | Fairuz Fauzy          | 13                     |                        |                     |                     | 8                     | Rit                   |                      |                      | 8                   |                     |                                |                                |                      |                      |                      |                      |                    |                    |                        |                        |                 |                 | 74    |
| 5   | Malaysia        | Alex Yoong            |                        | 5                      | 6                   | 16                  |                       |                       | 8                    | 5                    |                     | 5                   | 10                             | Rit                            | Rit                  | Rit                  | 4                    | 2                    | 7                  | 11                 | Rit                    | 10                     | 1*              | 2               | 74    |
| 6   | Brasile         | Nelson Piquet Jr.     | 1                      | 1*                     | 3*                  | Rit                 | 2                     | 8                     | 3                    | 9                    | 4                   | 10                  | Rit                            | Rit                            | Rit                  | 9*                   |                      |                      |                    |                    |                        |                        |                 |                 | 71    |
| 6   | Brasile         | Christian Fittipaldi  |                        |                        |                     |                     |                       |                       |                      |                      |                     |                     |                                |                                |                      |                      | 20                   | 4                    | 14                 | 12                 | 13                     | Rit                    | 10              | Rit             | 71    |
| 7   | Paesi Bassi     | Jos Verstappen        | Rit                    | 7                      | Rit                 | 7                   | 4                     | Rit                   | 7                    | 4                    | 5                   | 16                  | 11                             | 9                              | 16                   | 1                    | 7                    | 6                    | 4                  | 2                  | 14                     | Rit                    | Rit             | 17              | 69    |
| 8   | Irlanda         | Michael Devaney       | 10                     | Rit                    |                     |                     |                       |                       | 4                    | 14                   |                     |                     |                                |                                |                      |                      |                      |                      |                    |                    |                        |                        | 4               | Rit             | 68    |
| 8   | Irlanda         | Ralph Firman          |                        |                        | 9                   | 6                   | 19                    | 3                     |                      |                      | 7                   | 9                   | 4                              | Rit*                           | 4                    | Rit                  | 6                    | Rit*                 | Rit                | Rit                | 5                      | 6                      |                 |                 | 68    |
| 9   | Portogallo      | Álvaro Parente        | 8                      | Rit                    | Rit                 | 11                  | 6                     | 5                     | 2                    | 7                    | 9                   | 18                  | 8                              | 4                              | 8                    | 3                    | 19                   | Rit                  | Rit                | 10                 | 3                      | 4                      |                 |                 | 66    |
| 9   | Portogallo      | César Campaniço       |                        |                        |                     |                     |                       |                       |                      |                      |                     |                     |                                |                                |                      |                      |                      |                      |                    |                    |                        |                        | 13              | 12              | 66    |
| 10  | Messico         | Salvador Durán        | 6                      | 3                      |                     |                     | Rit                   | Rit                   | Rit                  | Rit                  |                     |                     | 18                             | 8                              |                      |                      | 3                    | Rit                  | Rit                | Rit                | 1                      | 1                      | 3               | 8               | 59    |
| 10  | Messico         | David Martínez        |                        |                        | 8                   | 13                  |                       |                       |                      |                      |                     |                     |                                |                                | 10                   | Rit                  |                      |                      |                    |                    |                        |                        |                 |                 | 59    |
| 10  | Messico         | Luis Díaz             |                        |                        |                     |                     |                       |                       |                      |                      | 19                  | 15                  |                                |                                |                      |                      |                      |                      |                    |                    |                        |                        |                 |                 | 59    |
| 11  | Canada          | Sean McIntosh         | 19                     | 9                      | 7                   | 3                   | 7                     | Rit                   | 9                    | Rit                  | 15                  | Rit                 | 5                              | 6                              | 12                   | 10                   | Rit                  | 1                    |                    |                    |                        |                        |                 |                 | 59    |
| 11  | Canada          | Patrick Carpentier    |                        |                        |                     |                     |                       |                       |                      |                      |                     |                     |                                |                                |                      |                      |                      |                      | 9                  | 15                 | 6                      | 5                      | Rit             | 7               | 59    |
| 12  | Repubblica Ceca | Jan Charouz           | 18                     | Rit                    |                     |                     |                       |                       |                      |                      |                     |                     |                                |                                |                      |                      |                      |                      |                    |                    |                        |                        |                 |                 | 56    |
| 12  | Repubblica Ceca | Tomáš Enge            |                        |                        | 11                  | Rit                 | 5                     | 9                     | Rit                  | Rit                  | 16                  | 3                   | 3                              | Rit                            | 5                    | Rit                  | 10                   | 13                   | 5                  | 7                  | 18                     | Rit                    | 6               | 1               | 56    |
| 13  | Australia       | Will Power            | 4                      | 2                      |                     |                     |                       |                       |                      |                      |                     |                     |                                |                                |                      |                      |                      |                      |                    |                    |                        |                        |                 |                 | 51    |
| 13  | Australia       | Christian Jones       |                        |                        | 15                  | 14                  |                       |                       |                      |                      |                     |                     |                                |                                |                      |                      |                      |                      | 16                 | Rit                |                        |                        |                 |                 | 51    |
| 13  | Australia       | Will Davison          |                        |                        |                     |                     | Rit                   | 6                     | 11                   | 6                    | Rit                 | 11                  | 21                             | 10                             | 9                    | Rit                  |                      |                      |                    |                    |                        |                        |                 |                 | 51    |
| 13  | Australia       | Marcus Marshall       |                        |                        |                     |                     |                       |                       |                      |                      |                     |                     |                                |                                |                      |                      | 16                   | 3                    |                    |                    |                        |                        |                 |                 | 51    |
| 13  | Australia       | Ryan Briscoe          |                        |                        |                     |                     |                       |                       |                      |                      |                     |                     |                                |                                |                      |                      |                      |                      |                    |                    | 10                     | 8                      | 9               | 3               | 51    |
| 14  | Italia          | Enrico Toccacelo      | 16                     | Rit                    | 17                  | Rit                 | 11                    | 7                     | 10                   | Rit                  | 17                  | 4                   | 2                              | 11                             |                      |                      |                      |                      | 3                  | 5                  |                        |                        | 16              | 9               | 46    |
| 14  | Italia          | Massimiliano Busnelli |                        |                        |                     |                     |                       |                       |                      |                      |                     |                     |                                |                                | Rit                  | 6                    | 14                   | Rit                  |                    |                    |                        |                        |                 |                 | 46    |
| 14  | Italia          | Max Papis             |                        |                        |                     |                     |                       |                       |                      |                      |                     |                     |                                |                                |                      |                      |                      |                      |                    |                    | 19                     | 7                      |                 |                 | 46    |
| 15  | Germania        | Timo Scheider         | 14                     | 10                     | 5                   | 10                  |                       |                       |                      |                      | 12                  | 8                   |                                |                                | 7                    | Rit                  | 12                   | 12                   | 8                  | 5                  | 7                      | 2                      |                 |                 | 38    |
| 15  | Germania        | Adrian Sutil          |                        |                        |                     |                     | 12                    | Rit                   | Rit                  | Rit                  |                     |                     | Rit                            | 12                             |                      |                      |                      |                      |                    |                    |                        |                        |                 |                 | 38    |
| 15  | Germania        | Sebastian Stahl       |                        |                        |                     |                     |                       |                       |                      |                      |                     |                     |                                |                                |                      |                      |                      |                      |                    |                    |                        |                        | 15              | 18              | 38    |
| 16  | USA             | Scott Speed           | 11                     | Rit                    | Rit                 | Rit                 | 13                    | 4                     |                      |                      |                     |                     |                                |                                |                      |                      |                      |                      |                    |                    |                        |                        |                 |                 | 23    |
| 16  | USA             | Bryan Herta           |                        |                        |                     |                     |                       |                       | 15                   | 10                   | 10                  | 7                   |                                |                                |                      |                      |                      |                      | 6                  | 13                 | 9                      | Rit                    |                 |                 | 23    |
| 16  | USA             | Philip Giebler        |                        |                        |                     |                     |                       |                       |                      |                      |                     |                     | 13                             | Rit                            | 13                   | Rit                  | 15                   | 9                    |                    |                    |                        |                        | 14              | 10              | 23    |
| 17  | Sudafrica       | Stephen Simpson       | 24                     | 6                      |                     |                     |                       |                       | Rit                  | Rit                  | Rit                 | 12                  | 12                             | 3                              | Rit                  | 5                    | Rit                  | 11                   | Rit                | 18                 | 11                     | Rit                    | 11              | 14              | 20    |
| 17  | Sudafrica       | Tomas Scheckter       |                        |                        | 12                  | Rit                 | 10                    | Rit                   |                      |                      |                     |                     |                                |                                |                      |                      |                      |                      |                    |                    |                        |                        |                 |                 | 20    |
| 18  | Indonesia       | Ananda Mikola         | 17                     | Rit                    | 14                  | 8                   | 9                     | Rit                   |                      |                      | Rit                 | 14                  | 6                              | Rit                            | Rit                  | Rit                  | 11                   | 14                   | 12                 | 16                 | Rit                    | Rit                    | 5               | Rit             | 16    |
| 19  | Austria         | Mathias Lauda         | 20                     | 11                     | 13                  | 15                  | 16                    | 10                    | 19                   | Rit                  | 18                  | Rit                 | 17                             | 7                              | 16                   | 7                    | 13                   | Rit                  |                    |                    | 12                     | 9                      | Rit             | 13              | 14    |
| 19  | Austria         | Patrick Friesacher    |                        |                        |                     |                     |                       |                       |                      |                      |                     |                     |                                |                                |                      |                      |                      |                      | 10                 | 9                  |                        |                        |                 |                 | 14    |
| 20  | Pakistan        | Adam Langley-Khan     | 7                      | Rit                    | Rit                 | 12                  | Rit                   | 15                    | 12                   | 11                   | 13                  | Rit                 | 16                             | Rit                            |                      |                      |                      |                      |                    |                    |                        |                        | 12              | 5               | 10    |
| 20  | Pakistan        | Enrico Toccacelo      |                        |                        |                     |                     |                       |                       |                      |                      |                     |                     |                                |                                | 11                   | Rit                  |                      |                      |                    |                    |                        |                        |                 |                 | 10    |
| 21  | Giappone        | Ryo Fukuda            | 12                     | 8                      |                     |                     |                       |                       |                      |                      |                     |                     |                                |                                |                      |                      |                      |                      |                    |                    |                        |                        |                 |                 | 8     |
| 21  | Giappone        | Hideki Noda           |                        |                        | 10                  | 9                   |                       |                       |                      |                      |                     |                     |                                |                                |                      |                      |                      |                      |                    |                    |                        |                        |                 |                 | 8     |
| 21  | Giappone        | Hayanari Shimoda      |                        |                        |                     |                     |                       |                       | 18                   | Rit                  | 14                  | 13                  | 14                             | 15                             |                      |                      | 9                    | Rit                  | Rit                | Rit                |                        |                        |                 |                 | 8     |
| 22  | Cina            | Tengyi Jiang          | 21                     | 12                     | 18                  | 17                  | Rit                   | 14                    | 16                   | Rit                  | 20                  | Rit                 | 19                             | 5                              | Rit                  | Rit                  | Rit                  | Rit                  | 15                 | 17                 | 17                     | Rit                    |                 |                 | 6     |
| 22  | Cina            | Qinghua Ma            |                        |                        |                     |                     |                       |                       |                      |                      |                     |                     |                                |                                |                      |                      |                      |                      |                    |                    |                        |                        | 14              | 16              | 6     |
| 23  | Libano          | Khalil Beschir        | 22                     | Rit                    | Rit                 | 18                  |                       |                       |                      |                      | Rit                 | 17                  |                                |                                |                      |                      |                      |                      |                    |                    |                        |                        |                 |                 | 0     |
| 23  | Libano          | Basil Shaaban         |                        |                        |                     |                     | 18                    | 11                    | Rit                  | 12                   |                     |                     | Rit                            | 16                             | 17                   | Rit                  | 17                   | Rit                  |                    |                    |                        |                        |                 |                 | 0     |
| 23  | Libano          | Graham Rahal          |                        |                        |                     |                     |                       |                       |                      |                      |                     |                     |                                |                                |                      |                      |                      |                      | 13                 | 14                 | Rit                    | Rit                    | 18              | 11              | 0     |
| 24  | India           | Karun Chandhok        | 15                     | NP                     | 16                  | Rit                 |                       |                       |                      |                      |                     |                     |                                |                                |                      |                      |                      |                      |                    |                    |                        |                        |                 |                 | 0     |
| 24  | India           | Armaan Ebrahim        |                        |                        |                     |                     | 17                    | 13                    | 17                   | 13                   | 11                  | SQ                  | 20                             | 14                             | 14                   | Rit                  | 18                   | 15                   |                    |                    |                        |                        |                 |                 | 0     |
| 25  | Russia          | Alexey Vasiliev       | 23                     | Rit                    |                     |                     |                       |                       |                      |                      |                     |                     |                                |                                |                      |                      |                      |                      |                    |                    |                        |                        |                 |                 | 0     |
| 25  | Russia          | Mikhail Aleshin       |                        |                        |                     |                     | 15                    | 17                    |                      |                      |                     |                     |                                |                                |                      |                      |                      |                      |                    |                    |                        |                        |                 |                 | 0     |
| 25  | Russia          | Roman Rusinov         |                        |                        |                     |                     |                       |                       | 13                   | Rit                  |                     |                     |                                |                                |                      |                      |                      |                      |                    |                    |                        |                        |                 |                 | 0     |
| Pos | Team            | Piloti                | spr                    | fea                    | spr                 | fea                 | spr                   | fea                   | spr                  | fea                  | spr                 | fea                 | spr                            | fea                            | spr                  | fea                  | spr                  | fea                  | spr                | fea                | spr                    | fea                    | spr             | fea             | Punti |
| Pos | Team            | Piloti                | Regno Unito (bandiera) | Regno Unito (bandiera) | Germania (bandiera) | Germania (bandiera) | Portogallo (bandiera) | Portogallo (bandiera) | Australia (bandiera) | Australia (bandiera) | Malaysia (bandiera) | Malaysia (bandiera) | Emirati Arabi Uniti (bandiera) | Emirati Arabi Uniti (bandiera) | Sudafrica (bandiera) | Sudafrica (bandiera) | Indonesia (bandiera) | Indonesia (bandiera) | Messico (bandiera) | Messico (bandiera) | Stati Uniti (bandiera) | Stati Uniti (bandiera) | Cina (bandiera) | Cina (bandiera) | Punti |

| Colore    | Risultati                              |
| --------- | -------------------------------------- |
| Oro       | Vincitore                              |
| Argento   | 2º posto                               |
| Bronzo    | 3º posto                               |
| Verde     | Finita, a punti                        |
| Verde     | Ritirato, a punti                      |
| Blu       | Finita, senza punti                    |
| Viola     | Non finita (Rit)                       |
| Viola     | Finita, non classificato (NC)          |
| Rosso     | Non qualificato (NQ)                   |
| Nero      | Squalificato (SQ)                      |
| Bianco    | Non partito (NP)                       |
| Bianco    | Ritirato prima dell'evento (WD)        |
| Bianco    | Non ha partecipato                     |
| Bianco    | Infortunato (INF)                      |
| Bianco    | Escluso (ES)                           |
| Grassetto | Pole position                          |
| *         | Giro Veloce                            |
| spr       | Sprint Race Gara corta                 |
| fea       | Feature Race Gara lunga (o principale) |